# Gefion (1874)

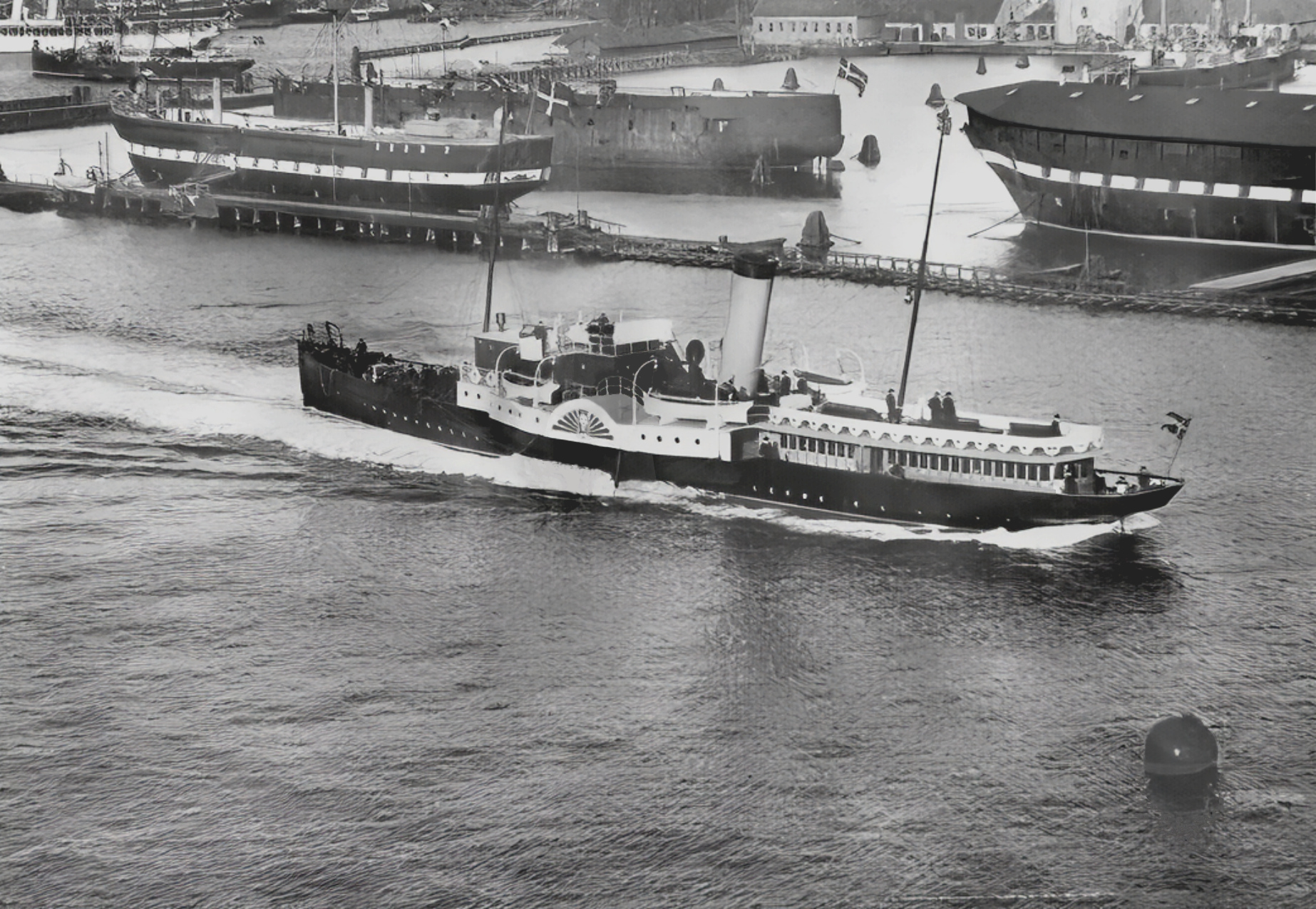
Gefion backar i Köpenhamns hamn 1903

Gefion var en dansk hjulångare som i huvudsak trafikerade Köpenhamn och Malmö men ibland även andra destinationer kring Öresund mellan 1874 och 1931. 

## Historik
Fartyget beställdes 1872 samtidigt som sitt systerfartyg Gylfe och levererades och sattes i trafik av DFDS den 22 april 1874. Under 1891 så förlängdes fartyget på varvet Burmeister & Wain som ursprungligen byggde hjulångaren, så att man kunde utöka antalet passagerare från 800 till 1000. Den 31 mars 1900 togs fartyget över av Dampskibsselskabet Øresund som drev trafik i samarbete med Öresundsbolaget.
Den 19 januari 1901 kollederade Gefion med ångaren Hveen i svår dimma och sjönk. Samtliga passagerare och besättning räddades genom att ta sig över på Hveen som inte tog in vatten. Dagen efter sattes dykare in för att hämta post och bagage. Efter cirka ett halvår påbörjades bärgningen av fartyget och ankom till Malmö den 2 augusti och togs därefter till Helsingör där det reparerades och fick en ny ångpanna. Våren 1902 sattes Gefion åter i trafik.
Hösten 1931 såldes Gefion och användes sedan som vandrarhem vid Kvæsthusbroen i Köpenhamns hamn under något år, såldes därefter till Fredrikstad i Norge och skrotades slutligen 1933.